# Saint Filleul
Pour les articles homonymes, voir Filleul (homonymie).
Saint Filleul  ou Flavius est un saint catholique et orthodoxe, évêque de Rouen au VIe siècle. 

## Biographie
Saint Filleul ou Flavius semble être d'origine romaine ou d'une famille gauloise qui avait la connaissance de Rome.
Selon la chronique de Dadré, il aurait été gouverneur du Palais du roi Dagobert, ce qui se révèle faux par une incohérence chronologique. Il aurait été trésorier ou intendant des finances de Childebert ou de Clotaire, ce dernier étant le plus vraisemblable.
Devenu évêque de Rouen, il assiste aux conciles d'Orléans de 533, 538 et 541.
C'est pendant son épiscopat, et sur sa sollicitation selon certains, que l'abbaye Saint-Pierre-Saint-Paul, future abbaye Saint-Ouen, a été fondée en 535. Le nombre d'objets du VIe siècle recueillis lors des fouilles du XIXe siècle semble confirmer la tradition. Selon la légende, il a transformé la fontaine d'un temple païen en baptistère.
Selon une ancienne chronique de Jumièges, son corps aurait été enterré dans la basilique Saint-Pierre.
Une fontaine, située rue du Baptême dans le faubourg Cauchoise, existait à Rouen.